# Dinastia seleucide
La dinastia selèucide (dal nome del suo fondatore, Seleuco I Nicatore) fu una dinastia ellenistica che regnò sulla parte orientale dei domini di Alessandro Magno, dopo la sua morte, cioè sulla Mesopotamia, sulla Siria, sulla Persia e sull'Asia Minore, dando vita al vasto Impero seleucide.

## Sovrani della dinastia seleucide
| Ritratto | Nome                               | Regno (inizio-fine)                                                                            | Consorti                                        | Note                                                                 |
| -------- | ---------------------------------- | ---------------------------------------------------------------------------------------------- | ----------------------------------------------- | -------------------------------------------------------------------- |
|          | Seleuco I Nicatore                 | 311 a.C.-281 a.C.                                                                              | (1) Apama I (2) Stratonice di Siria             | Figlio di Antioco e Laodice di Macedonia; capostipite della dinastia |
|          | Antioco I Sotere                   | 281 a.C.-261 a.C.                                                                              | Stratonice di Siria                             | Figlio di Seleuco I e di Apama I                                     |
|          | Antioco II Teo                     | 261 a.C.-246 a.C.                                                                              | (1) Laodice I (cugina di 1º grado) (2) Berenice | Figlio di Antioco I e Stratonice di Siria                            |
|          | Seleuco II Callinico               | 246 a.C.-225 a.C.                                                                              | Laodice II (cugina di 2º grado)                 | Figlio di Antioco II e di Laodice I                                  |
|          | Antioco Ierace                     | 245 a.C.-226 a.C. (separatista)                                                                | -                                               | Figlio di Antioco II e di Laodice I                                  |
|          | Seleuco III Sotere Cerauno         | 225 a.C.-222 a.C.                                                                              | -                                               | Figlio di Seleuco II e Laodice II                                    |
|          | Acheo                              | 223 a.C.-213 a.C. (separatista)                                                                | Laodice del Ponto                               | Figlio di Andromaco, bisnipote di Seleuco I e cognato di Seleuco II  |
|          | Antioco III il Grande              | 222 a.C.-187 a.C.                                                                              | (1) Laodice III (2) Eubea                       | Figlio di Seleuco II e Laodice II                                    |
|          | Seleuco IV Filopatore              | 187 a.C.-175 a.C.                                                                              | Laodice IV (sorella)                            | Figlio di Antioco III e Laodice III                                  |
|          | Antioco IV Epifane                 | 175 a.C.-164 a.C.                                                                              | Laodice IV (sorella)                            | Figlio di Antioco III e Laodice III                                  |
|          | Antioco V Eupatore                 | 164 a.C.-162 a.C.                                                                              | -                                               | Figlio di Antioco IV e Laodice IV                                    |
|          | Demetrio I Sotere                  | 162 a.C.-150 a.C.                                                                              | Laodice V (sorella)                             | Figlio di Seleuco IV e Laodice IV                                    |
|          | Demetrio II Nicatore               | 147 a.C.-138 a.C. 129 a.C.-126 a.C.                                                            | (1) Cleopatra Tea (2) Rodogune di Partia        | Figlio di Demetrio I e Laodice V                                     |
|          | Antioco VII Evergete Sidete        | 138 a.C.-129 a.C.                                                                              | Cleopatra Tea                                   | Figlio di Demetrio I e Laodice V                                     |
|          | Seleuco V Filometore               | 126 a.C.-125 a.C.                                                                              | -                                               | Figlio di Demetrio II e Cleopatra Tea                                |
|          | Antioco VIII Epifane Gripo         | 125 a.C.-96 a.C. (in opposizione ad Antioco IX)                                                | Cleopatra Trifena                               | Figlio di Demetrio II e Cleopatra Tea                                |
|          | Antioco IX Eusebe Ciziceno         | 116 a.C.-96 a.C. (in opposizione ad Antioco VIII)                                              | (1) Cleopatra IV (2) Cleopatra Selene           | Figlio di Antioco VII e Cleopatra Tea                                |
|          | Seleuco VI Epifane Nicatore        | 96 a.C.-95 a.C.                                                                                | -                                               | Figlio di Antioco VIII e Cleopatra Trifena                           |
|          | Antioco X Eusebe                   | 95 a.C.-92 a.C. (in opposizione a Demetrio III, Antioco XI e Filippo I)                        | Cleopatra Selene                                | Figlio di Antioco IX e Cleopatra IV                                  |
|          | Demetrio III Euchero Filopatore    | 95 a.C. (in opposizione ad Antioco X, Antioco XI e Filippo I)                                  | -                                               | Figlio di Antioco VIII e Cleopatra Trifena                           |
|          | Antioco XI Epifane Filadelfo       | 95 a.C.-92 a.C. (con Filippo I, in contrapposizione ad Antioco X e Demetrio III)               | -                                               | Figlio di Antioco VIII e Cleopatra Trifena                           |
|          | Filippo I Filadelfo                | 95 a.C.-83 a.C. (con Antioco XI, in contrapposizione ad Antioco X, Demetrio III e Antioco XII) | -                                               | Figlio di Antioco VIII e Cleopatra Trifena                           |
|          | Antioco XII Dionisio               | 87 a.C.-84 a.C. (in contrapposizione a Filippo I)                                              | -                                               | Figlio di Antioco VIII e Cleopatra Trifena                           |
|          | Seleuco VII Filometore Kybiosaktes | 83 a.C.-69 a.C. (in contrapposizione a Tigrane II d'Armenia)                                   | Berenice IV                                     | Figlio di Antioco X e Cleopatra Selene                               |
|          | Antioco XIII Asiatico              | 69 a.C.-64 a.C. (in contrapposizione a Filippo II)                                             | -                                               | Figlio di Antioco X e Cleopatra Selene                               |
|          | Filippo II Filoromeo               | 66 a.C.-64 a.C. (in contrapposizione ad Antioco XIII)                                          | -                                               | Figlio di Filippo I                                                  |

## Altri membri della dinastia
Dalle tabelle seguenti sono eliminati tutti coloro che sono già stati nominati tra i sovrani

### 1ª generazione
| Nome    | Genitori                        | Consorti           | Note                           |
| ------- | ------------------------------- | ------------------ | ------------------------------ |
| Acheo   | Seleuco I e Apama               | ?                  | Capostipite di un ramo cadetto |
| Apama   | Seleuco I e Apama               | -                  | -                              |
| Laodice | Seleuco I e Apama               | -                  | -                              |
| Fila    | Seleuco I e Stratonice di Siria | Antigono II Gonata | Regina consorte di Macedonia   |

### 2ª generazione

#### I figli di Antioco I
| Nome                    | Genitori                        | Consorti            | Note                         |
| ----------------------- | ------------------------------- | ------------------- | ---------------------------- |
| Apama II                | Antioco I e Stratonice di Siria | Magas               | Regina consorte di Cirene    |
| Laodice                 | Antioco I e Stratonice di Siria | -                   | -                            |
| Seleuco                 | Antioco I e Stratonice di Siria | -                   | -                            |
| Stratonice di Macedonia | Antioco I e Stratonice di Siria | Demetrio II Etolico | Regina consorte di Macedonia |

#### I figli di Acheo
| Nome       | Genitori | Consorti       | Note                                   |
| ---------- | -------- | -------------- | -------------------------------------- |
| Alessandro | Acheo    | -              | -                                      |
| Andromaco  | Acheo    | ?              | Continuatore del ramo cadetto          |
| Antiochide | Acheo    | Attalo         | -                                      |
| Laodice I  | Acheo    | Antioco II Teo | Sovrana consorte dell'impero seleucide |

### 3ª generazione

#### I figli di Antioco II
| Nome                     | Genitori               | Consorti     | Note                          |
| ------------------------ | ---------------------- | ------------ | ----------------------------- |
| Apama                    | Antioco II e Laodice I | -            | -                             |
| Laodice                  | Antioco II e Laodice I | Mitridate II | Regina consorte del Ponto     |
| Stratonice di Cappadocia | Antioco II e Laodice I | Ariarate III | Regina consorte di Cappadocia |
| Antioco                  | Antioco II e Berenice  | -            | -                             |

#### I figli di Andromaco
| Nome       | Genitori  | Consorti             | Note                                   |
| ---------- | --------- | -------------------- | -------------------------------------- |
| Laodice II | Andromaco | Seleuco II Callinico | Sovrana consorte dell'impero seleucide |

### 4ª generazione
| Nome       | Genitori                | Consorti | Note                                  |
| ---------- | ----------------------- | -------- | ------------------------------------- |
| Antiochide | Seleuco II e Laodice II | Serse    | Regina consorte di Sofene e Commagene |

### 5ª generazione
| Nome             | Genitori                  | Consorti                                  | Note                                         |
| ---------------- | ------------------------- | ----------------------------------------- | -------------------------------------------- |
| Antiochide       | Antioco III e Laodice III | Ariarate IV Eusebe                        | Regina consorte di Cappadocia                |
| Antioco minore   | Antioco III e Laodice III | Laodice IV                                | Associato al trono dal 209 al 193 a.C.       |
| Cleopatra I Sira | Antioco III e Laodice III | Tolomeo V                                 | Regina reggente d'Egitto dal 180 al 176 a.C. |
| Laodice IV       | Antioco III e Laodice III | (1) Antioco (2) Seleuco IV (3) Antioco IV | Sovrana consorte dell'impero seleucide       |

### 6ª generazione

#### I figli di Antioco minore
| Nome | Genitori                    | Consorti  | Note                      |
| ---- | --------------------------- | --------- | ------------------------- |
| Nisa | Antioco minore e Laodice IV | Farnace I | Regina consorte del Ponto |

#### I figli di Seleuco IV
| Nome      | Genitori                | Consorti                         | Note                                                                |
| --------- | ----------------------- | -------------------------------- | ------------------------------------------------------------------- |
| Antioco   | Seleuco IV e Laodice IV | -                                | -                                                                   |
| Laodice V | Seleuco IV e Laodice IV | (1) Perseo (2) Demetrio I Sotere | Regina consorte di Macedonia Sovrana consorte dell'impero seleucide |

#### I figli di Antioco IV
| Nome       | Genitori                | Consorti             | Note                      |
| ---------- | ----------------------- | -------------------- | ------------------------- |
| Antiochide | Antioco IV e Laodice IV | -                    | -                         |
| Laodice VI | Antioco IV e Laodice IV | Mitridate V Evergete | Regina consorte del Ponto |

### 7ª generazione
| Nome     | Genitori               | Consorti | Note |
| -------- | ---------------------- | -------- | ---- |
| Antigono | Demetrio I e Laodice V | -        | -    |